# Cachoeira da Califórnia
A Cachoeira da Califórnia é uma queda d'água localizada no Parque Nacional da Chapada Diamantina, na cidade brasileira de Andaraí, região central da Bahia.
Localizada no distrito de Igatu, possui uma queda d'água de aproximadamente dez metros que surge entre as pedras de um canhão criado nas rochas pelo curso do rio, numa trilha considerada de difícil acesso em razão de trechos de escalada.
É uma das atrações turísticas do Parque Nacional, situada numa trilha que traz vários atrativos históricos, como a Gruna do Brejo, além de outros sítios naturais.